# Potamophilinus perplexus
Potamophilinus perplexus is een keversoort uit de familie beekkevers (Elmidae). De wetenschappelijke naam van de soort werd in 1876 als Potamophilus perplexus gepubliceerd door Charles Owen Waterhouse.